# Emily Hobhouse
Emily Hobhouse, född 9 april 1860 i St Ive (ej att förväxla med St Ives) nära Liskeard i Cornwall, död 8 juni 1926 i London, var en brittisk fredsaktivist, främst känd för sina avslöjanden om brittiska koncentrationsläger under andra boerkriget. Om dessa skrev hon bl.a: I call this camp system a wholesale cruelty… To keep these camps going is murder to the children. Hon var också motståndare till första världskriget. För sitt humanitära arbete blev Hobhouse hedersmedborgare i Sydafrika.
Hon var syster till Leonard Trelawny Hobhouse.